# أليكس روبرتسون
أليكس روبرتسون (بالإنجليزية: Alex Robertson)‏ هو لاعب كرة قدم بريطاني (وحمل سابقاً جنسية المملكة المتحدة لبريطانيا العظمى وأيرلندا) في مركز الوسط، ولد في 1850 في اسكتلندا في المملكة المتحدة. لعب مع مانشستر يونايتد ونادي هيبرنيان.